# Sołka
Sołka (niem. Solke) – struga, prawobrzeżny dopływ Liwny o długości 16,6 km. 
Na dużym odcinku zmeliorowana i uregulowana. Rzeka Sołka lokalnie nazwana jest: Zolka (od dawnej nazwy niemieckiej Solke). Jej źródła znajdują się na terenie obwodu królewieckiego (nazwa rosyjska – Zolnaja). Przepływa koło wsi Momajny, Piskorze, Solkieniki oraz Solkiennickiego Lasu. Uchodzi do rzeki Liwnej we wsi Silginy, powyżej mostu. W odcinku ujściowym przypomina kanał – ze względu na wcześniejsze uregulowanie i płynie przez zalewane wiosna łąki.